# Cordillerodexia orientalis
Cordillerodexia orientalis är en tvåvingeart som beskrevs av Townsend 1927. Cordillerodexia orientalis ingår i släktet Cordillerodexia och familjen parasitflugor.
Artens utbredningsområde är Peru. Inga underarter finns listade i Catalogue of Life.